# Regne d'Ado
Ado fou un dels regnes del grup ioruba dels ekitis, amb capital a Ado-Ekiti. No s'ha de confondre amb el regne edo de Benín, que a vegades fou anomenat regne Ado o Edo. Els ekitis són un subgrup dels iorubes que ocupen la part oriental de Iorubalàndia i limiten amb Ijesa, Akoko, Igbomina, Owo i Estat d'Ondo. El país dels ekitis estava format tradicionalment per setze regnes (a vegades anomenats districtes) cadascun amb el seu propi rei o cap, formant un conjunt de regnes independents separats entre ells però amb una vinculació comuna. Generalment els reis (obes) es consideren descendents d'Ife (Ile Ife) l'ancestral lloc d'origen dels iorubes. Sent un poble homogeni l'estructura de govern dels diversos regnes era similar. El govern es basava en tres nivells: línia (clan), quarter i ciutat. La línia (clan) i el quarter eren regits pel més ancià de cada lloc (olori ebi) i la ciutat era dirigida per l'oba (que portava el títol d'Ewi).

## Enfonsament d'Oyo
Ado pertanyia al regne d'Oyo. Els regnes dels Alaafin Odarawu, Kanran, Jayin, Ayibi i Osinyago a la segona meitat del segle xvii van ser despòtics. Odarawu tenia mal geni, Kanran era un tirà, Jayin era efeminat i dissolut, Ayibi era cruel i Osinyato era feble i poc efectiu. Internament el Bashorun Gaha, com a cap del Oyomesi (Consell d'Estat Oyo), es va arrogar molt de poder. Exercint com a Primer Ministre entre 1754 i 1774, el Bashorun Gaha va supervisar o ordenar el destronament successiu de quatre Alaafins. L'eliminació de Gaha era l'objectiu de l'alafin Abiodun, el cinquè alaafin durant el govern de Gaha. Abiodun va dedicar excessiu temps i recursos a l'eliminació del seu rival de manera que encara que finalment ho va aconseguir, va deixar el regne exhaust. Alaafin Abiodun va morir l'abril 1789, i fou el darrer Alaafin que realment va tenir poder a l'Imperi Oyo.
Les agressions exteriors també van debilitar a Oyo. Entre 1775 i 1780, Lisabi va independitzar als egbes (després van fundar Abeokuta); també els nupes es van declarar independents el 1781 i el Bariba de Borgu es va revoltar el 1783. A més hi va haver els atacs de Dahomey entre 1781 i 1788 que van desequilibrar l'economia. Als primers anys del segle xix es van produir les guerres fulanis. El 1817 Afonja es va independitzar a Ilorin i va començar una sistemàtica conquesta de la part nord de l'Imperi (la capital Oyo Ile va haver de ser evacuada); la conquesta la va continuar la gihad fulani que cap al 1830 va prendre el poder a Ilorin; foren els fulanis, aliats amb Eleduwe rei de Borgu, els que van destruir Oyo Ile, l'antiga capital imperial, i van avançar cap a l'oest fins que foren aturats per Ibadan en la batalla d'Osogbo de 1840. El final de l'Imperi es va produir el 1835 quan l'alafin Oluewu fou assassinat per Abdusalam, el primer emir fulani d'Ilorin.

## Lluites entre Ilorin i Ibadan
Derrotat l'emirat d'Ilorin pel regne d'Ibadan al sud, els musulmans van envair els països Ekiti, Ijesa i Akoko. Desitjant una victòria completa sobre Ilorin, les forces d'Ibadan van atacar als musulmans en aquests països i van lliurar contra ells una sèrie de batalles en els anys 1840. El 1854, Ilorin havia estat completament derrotada. El regne ekiti d'Ado havia fet aliança amb Abeokuta i va fer front durant anys als atacs d'Ibadan i de Dahomey, amb l'ajut dels egbes. El 1860 Ijesa va decidir aprofitar per recuperar algunes zones dels seus veïns ekitis, especialment els regnes d'Efon, Okemesi i Ogutun; Ijesa va atacar Efon (l'anomenada guerra Ijesa-Efon de 1860-1862) i aquest darrer regne va demanar l'ajut dels altres regnes ekitis i va obtenir l'ajut dels regnes d'Ogutun, Imesi-Igbodo i Ado; el contingent ekiti fou dirigit per Aduloju, un cap de guerra nascut a Ado (1824-1902) que es va destacar en la batalla del setge d'Efon, que no obstant fou capturada per forces superiors (dirigides per un altre cap militar de nom Ogedengbe) i saquejada; però la valentia d'Adoloju no va passar desapercebuda. Després de la guerra Aduloju i els seus homes van actuar com a bandolers a la zona del regne d'Ado i després a l'oest del regne d'Akoko; va atacar també els dominis d'Ayorinde, l'Aje d'Ibadan. Adoloju va derrotar a Ayorinde a Irun capturant béns, esclaus i municions; després d'això les activitat d'Adoloju es van expandir saquejant ciutats i pobles indiscriminadament; un atac fou a Osi, una ciutat sota la protecció de l'Ewi Atewogboye d'Ado; L'Ewi va ordenar a Aduloju aturar l'acat però no fou escoltat i el rei va decidir destruir aquell exèrcit creixent de bandits i va ordenar una emboscada. Aduloju se'n va assabentar i va intentar ocupar Ado; amb els seus 143 homes va entrar a la ciutat però fou derrotat per forces superiors i va escapar pels pels de la mort o la captura, fugint a Igbemo amb sis homes i en poc temps va recuperar la seva banda i va seguir les seves depredacions especialment a les zones d'Ire i Itaji arribant fins als territoris de Yagba.

## Hegemonia d'Ibadan
Entre 1854 i 1870, extenses àrees d'Ijesa, Igbomina, Ekiti i Akoko foren conquerides i annexionades per Ibadan sorgint la dominació imperial d'Ibadan sobre el país ioruba oriental. Ibadan també va incloure en el seu imperi àrees que no havien estat originalment en mans de l'Imperi d'Oyo. El 1865, Ibadan havia conquerit pràcticament tot els països Ekiti, Ijesa i Akoko si bé alguns llocs habitats per aquestes comunitats encara restaven independents. El 4 de juny de 1870, Ijesa, que havia estat difícil de controlar mentre Ibadan havia estat ocupada en la guerra d'Ijaye, va caure en mans de l'exèrcit d'Ibadan.
El 5 de setembre de 1870 el tron del Owa d'Ilesa va quedar vacant. Dos prínceps – Odigbadigba i Peloye – es van disputar el tron. El cap militar Ogedengbe va donar suport al primer que també va tenir l'ajut d'una part dels caps d'Ibadan i fou coronat Owa. Però el 22 de maig de 1871 a Ibadan, Odigbadigba fou destronat i substituït per Peloye. Ogedengbe molest, va destronar a Peloye i va ocupar Ilesa. Això va molestar a Aare Latosisa, l' Are-Ona-Kakanfo i Comandant en Cap d'Ibadan que va enviar a Ajayi Ogboriefon, el Balogun (cap militar) d' Ibadan, per derrotar a Ogebengbe i restaurar la pau a Ilesa. L'exèrcit va sortir d'Ibadan el 30 de desembre de 1872 i Ogedengbe, per temor a la derrota, va fugir a Idi-Iroko, un llogaret entre Ipetu-Ijesa i Erin, abans de l'arribada de Ogboriefon i els seus homes a Ilesa. Quan les forces d'Ibadan el van perseguir va fugir cap a Akure. Va resultar obvi pel Deji (rei) d'Akure que en la seva tasca de capturar i castigar a Ogedengbe per revoltar-se contra Ibadan, Ogboriefon no respectaria Akure. El Deji es va sentir amenaçat i va cridar als seus veïns ekitis en ajut i es va formar una coalició entre Ilesa, Akure, Ita-Ogbolu, Emure i Ado. Adoloju, que havia conegut a Ogedengbe a la guerra d'Efon, va decidir donar-li suport i va fer aliança amb ell. Les forces aliades van establir el seu campament a Ita-Ogbolu, i les d'Ibadan a Ogutun, quedant el bosc d'Alahun entre ambdós. La guerra (1873) es va dir d'Igbo-Alahun, del nom d'aquest bosc. Ibadan va aconseguir una victòria total; Aduloju una vegada més es va distingir, i els militars d'Ibadan van intentar llavors posar-lo al seu servei.
Ibadan va decidir conquerir als aliats d'Ogdengbe i va enviar un exèrcit contra Ado que va sortir de la ciutat el 8 de desembre de 1873 dirigit pel mateix Are-Ona-Kakanfo. L'atac es va produir el gener de 1874 i fou sobtat i aclaparador. L'exèrcit d'Ado va enfrontar als atacants fora les muralles i va resistir unes hores però després es va desintegrar. El regne d'Ado (al país ekiti) fou conquerit, saquejat i annexionat per Ibadan. El primer objectiu de l'atac era subjugar el regne per evitar que ajudés en endavant als enemics d'Ibadan. Molts habitants d'Ado-Ekiti van poder fugir a llocs segurs (especialment a Ise). Els notables del regne es van reunir a Agbado, un poble de la rodalia, i van decidir destituir al cap militar (Balogun) Ala, acusat d'incompetència i negligència, i van nomenar al seu lloc, per unanimitat, a Aduloju, que fou Balogun del regne d'Ado fins a la seva mort. Mentre a Ise, el rei es refermava com a tributari d'Ibadan i els refugiats d'Ado foren venuts com esclaus, morts (o sacrificats als déus) o entregats a Ibadan.
Les caigudes d'Ilesa/Ijesa (1873) i del regne d'Ado (1874) va marcar el punt més alt del poder d'Ibadan. Aquest estat va imposar el seu jou als ijeses i als ekitis i va establir un gran i variat imperi, probablement més gran que l'Imperi d'Oyo (Ibadan dominava Ibarapa, Osun, Ife, Ijesa, Ekiti, Igbomina i Akoko). No obstant Ibadan no va aconseguir sotmetre als egbes (Abeokuta) ni al Regne d'Ijebu que controlaven les millors i més curtes rutes des del país Ioruba a la costa. Les ciutats subordinades a Ibadan van ser posades sota el govern d'uns oficials anomenats "ajele", de manera similar que a l'antic imperi Oyo; els ajele garantien que la ciutat vassalla o tributària romandria lleial a Ibadan.

## Guerres civils iorubes
El regne ekiti d'Ise no havia participar en la guerra d'Igbo-Alahun en l'aliança contra Ibadan i per això era detestat pels reis que si que havien participat en aquesta aliança. Ise però era una ciutat poderosa amb molta població, unes bones muralles i tenia el suport d'Ibadan. Però Ado no podia deixar passar el que havien fet amb la seva gent i va enviar a l'emergent cap militar Falowo, en missió diplomàtica que va acabar malament. Però el que va provocar la guerra fou l'afer anomenat Omodidun-Aseuke: el 1874 un home d'Akure, Omodidun, va fugir amb Aseuke, nativa d'Ise i esposa del Deji d'Akure i es van amagar a Ise. El deji d'Akure va llençar un ultimàtum al rei Arinjale d'Ise exigint l'extradició d'Omodidun i Aseuke però Arinjale s'hi va negar, provocant l'anomenada Guerra d'Ise, que va durar dos anys-. L'aliança Igbo-Alahun va combatre contra Ise en tots els fronts. Aduloju, el més vell de tots els caps militars fou nomenat gran comandant aliat. Ise, amb bones muralles, va resistir. Ibadan a més va enviar un exèrcit en suport d'Ise i les forces aliades es van retirar abans de la seva arribada per reprendre les hostilitats quan van marxar. Finalment la resistència d'Ise fou trencada i les forces aliades van entrar a la ciutat, la van saquejar i cremar i van fer esclaus als seus habitants. Aduloju va aconseguir un botí (sobretot en esclaus) immens, que en gran part va vendre per comprar armes de foc de manera que podia fer campanyes militars pel seu compte; a més va establir molts esclaus i seguidors en extensos terrenys agrícoles el producte dels quals havia de ser destinat a mantenir al seu exèrcit privat; molts joves ados, enlluernats per la seva valentia i poder, van passar al seu servei. Va establir un campament permanent a Imesi Lashigidi, un lloc prop d'Ado (avui Imesi Ekiti) prop de la frontera amb Akoko, on va residir en els següents 20 anys. El camp de Lashigidi va créixer ràpidament en totes direccions; molts dels residents eren artesans que hi van anar amb les seves esposes, parents i servidors. El poder del Balogun Aduloju el feia com un virtual rei 
A part de l'anomenada guerra d'Idoani que va acabar el 1879, la guerra d'Ise fou l'enfrontament militar més important d'Aduloju. Aquest va rebutjar ordres del rei d'Ado per combatre el veí regne d'Ikere i no va voler participar en la Guerra d'Ekitiparapo ("Junts amb Ekiti", aliança d'Ijesa, Igbomina i Ekiti contra Ibadan) tot i que Ogebengbe li va oferir el liderat de l'aliança i va amenaçar d'atacar i destruir Ado si Aduloju no s'unia a la confederació; diverses causes podrien haver influït en aquesta decisió: qüestions dels juraments amb Ibadan, pèrdua progressiva de la vista, o el suïcidi del seu lloctinent Falowo després d'una mutilació accidental d'una mà de la qual Adulojo fou el culpable involuntari. La no participació li va fer perdre molt de prestigi.
Mentre l'aliança Ekitiparapo combatia a Ibadan, Aduloju es va concentrar en una sèrie de petites campanyes militars contra el regne d'Akoko i altres veïns. Després de 1879, Aduloju va saquejar diverses poblacions a Afemai i Yagba. Aduloju va sotmetre el regne d'Akoko i va saquejar Afa, una gran i poderosa ciutat situada en un turó i rodejada d'una densa arbrada; llavors es va aliar als nupes i va envair diverses poblacions de Yagba. Però l'aliança amb els nupes no va durar i Aduloju va combatre contra ells a la guerra d'Oka (del nom de la ciutat d'Oka al regne Akoko); els nupes van acabar humiliats. La guerra d'Oka fou la darrera campanya d'Aduloju; també la guerra d'Ekitiparapo va ser la darrera de les guerres al país ioruba. Després de 1886, els britànics van declarar il·legal la captura d'esclaus i gradualment van establir el seu control sobre Iorubalàndia (declarat protectorat el 1887).

## Protectorat britànic
El saqueig i les incursions eren activitats rendibles pels caps militars i els seus homes i no fou fàcil desmobilitzar-los; el capità R.L. Bower, el primer resident britànic a Ibadan ho va haver d'imposar arrestant als personatges més conflictius, entre els quals els que no havien aturat les seves activitats. Ogedengbe fou arrestat el juny de 1894 i Fabunmi Okemesi el 1895. Aduloju, ja vell, no va continuar les seves activitats depredadores però els seus homes encara ho feien i, per tant, Aduloju fou arrestat el 1898 al seu campament de Imesi-Lasigidi, emmanillat i portat a la guarnició d'Odo-Otin (prop d'Ijabe) on es va trobar amb el capità Bower que el va acusar de participar en els saquejos, càrrec que Aduloju va negar però va reconèixer que els seus homes ho feien alguna vegada, en contra de les seves ordres. Bower el va advertir però el va alliberar el mateix dia. El campament de Lashigidi havia estat abandonat pels seus homes (uns 1800, més uns 700 que treballaven a les terres agrícoles), després de l'arrest, i Adujolu ja no hi va tornar i es va dirigir a Ado-Ekiti on va construir una gran casa-granja per a la seva nombrosa família, renunciant a succeir el seu pare (que havia mort feia 15 anys) com Edemo d'Ado. Va morir el juliol de 1902.
Els reis (oba) d'Ado-Ekiti portaven el títol d' Ewi. Diversos reis cerimonials van governar Ado-Ekiti posteriorment:
- Esmentat vers 1864 Atewogboye
- ? - 1910 Aladesanmi I
- 1910 - 1936 Adewumi Agunsoye
- 1937 - 1983 Anirare Aladesanmi II
- 1984 - 1988 Adeyemi George Adelabu I
- 1988 - 1990 Regency
- 1990 - Adeyemo Rufus Adejugbe Aladesanmi III